# Kosmičeskie vojska
Le Forze spaziali russe (in russo Космические войска?, traslitterato: Kosmičeskie vojska già воздушно-космические силы ovvero Vozdušno-kosmičeskie sily Rossii) sono quella branca delle Forze armate della Federazione Russa nei cui compiti rientrano le operazioni militari che riguardano la sfera dello spazio.
Istituite come corpo autonomo nel 2001, furono dissolte dieci anni più tardi al nascere delle Forze di difesa aerospaziale.
A partire dal 1º agosto 2015, le Forze spaziali assieme ad Aeronautica militare e le Forze di difesa aerospaziale costituiscono uno dei tre corpi delle Forze aerospaziali russe.

## Storia
Il 1º giugno 2001, in seguito a una riorganizzazione, le forze spaziali vennero ufficialmente costituite come sezione indipendente delle forze armate russe. Il 1º agosto 2015 sono state assorbite assieme all'Aeronautica dando vita alle Forze aerospaziali.
I compiti delle VKS comprendono:
- allarme missilistico;
- difesa ABM;
- creazione, sviluppo, mantenimento e controllo dell'orbita degli oggetti spaziali.

## Struttura
La principale unità delle forze spaziali militari russe è la 3ª Armata di difesa spaziale missilistica, che include tre divisioni e gestisce gran parte delle strutture. Tuttavia, occorre considerare che tale unità non include tutti gli effettivi delle forze spaziali.
Infatti, il comando delle truppe spaziali della Federazione Russa è responsabile anche dei tre cosmodromi di Stato:
- 1º Cosmodromo di Stato: Pleseck (con il 17º Squadrone indipendente da trasporto)
- 2º Cosmodromo di Stato: Svobodny
- 5º Cosmodromo di Stato: Bajkonur (con il 99º Squadrone indipendente da trasporto)

Le truppe spaziali hanno anche uno squadrone indipendente da trasporto aereo. Dipendono da questo comando anche l'Università militare di ingegneria spaziale di San Pietroburgo e l'Istituto militare di tadioelettronica (Kubinka). Inoltre, un compito molto importante ha il GICIU KS.
Le truppe spaziali russe si occupano anche della gestione del sistema satellitare GLONASS.

## Organizzazione della 3ª Armata
L'unità principale delle Forze Armate Spaziali Russe è sicuramente la 3ª Armata, con comando a Solnechnogorsk. Questa unità risulta composta da tre divisioni, ognuna delle quali con un compito specifico.

### 1ª Divisione d'allerta
La 1ª Divisione ha come compito primario il preallarme in caso di attacco missilistico contro la Federazione Russa. Per questo motivo, tale unità ha il controllo di praticamente tutte le strutture radar a lungo raggio.
Il sistema di allerta missilistica è composto dai punti separati radiotecnici (sigla russa: ORTU), alcuni dei quali situati fuori dai confini russi. Ognuno di questi punti può essere equipaggiato con uno o più radar. Tutte le informazioni raccolte vengono trasferite nel punto di comando di Solnečnogorsk. Per quanto riguarda le informazioni di provenienza satellitare, invece, prima vengono trasferite in tempo reale al punto di controllo di Serpuchov-15, dove vengono rielaborate e riprocessate. Solo dopo raggiungono, anch'esse, il comando di Solnečnogorsk.
Il punto di controllo è la componente fondamentale di preallarme nel caso del lancio di missili ostili. Il sistema è in grado, dopo aver agganciato il missile grazie alla traccia infrarossa del motore, di calcolare e trasmettere informazioni precise su tipo, traiettoria programmata e bersaglio. Gli ORTU sono:
- ORTU RO-1: Olenegorsk
- ORTU OS-2: Balchaš (Kazakistan)
- ORTU OS-1: Mišelëvka
- ORTU RO-30: Pečora
- ORTU RO-7: Qəbələ (Azerbaigian)
- ORTU Hancavičy (Bielorussia)
- ORTU Komsomol'sk-na-Amure
- ORTU Sofrino
- ORTU Lehtussi
- ORTU Armavir

Alle dipendenze della 1ª Divisione, vi è anche un gruppo di tre satelliti da osservazione Oko.

### 9ª Divisione di difesa antimissile
La 9ª Divisione è l'unità della 3ª Armata che si occupa dell'intercettazione dei missili balistici ostili. Schierata nei dintorni di Mosca, utilizza e gestisce il sistema ABM A-135.
Il comando, nonché il cuore del sistema, è a Sofrino-1 (Barabanovo), vicino a Mosca. Il centro nevralgico è il radar Don-2NP (Pill Box in Occidente), dell'ORTU di Sofrino. Tuttavia, la 9ª Divisione gestisce in proprio i due ORTU di Čechov (con il radar Dunay-3U Cat House) e Kubinka (con il radar Dunay-3M Dog House).
Le dotazioni, oltre ai due radar, comprendono anche 68 missili intercettori ABM-3 Gazelle, sistemati in quattro posizioni di lancio intorno a Mosca.

### 45ª Divisione spaziale
La 45ª Divisione si occupa del controllo dello spazio esterno, in particolare dell'individuazione dei satelliti artificiali e della determinazione delle relative orbite. Il comando è a Noginsk-9 (Stromyni). Per svolgere il suo compito, utilizza sia le strutture del preallarme missilistico, alle dipendenze della 1ª Divisione, sia sistemi sotto il proprio controllo.
Tra questi ultimi, vi sono centri di controllo, di comando, di misurazione della radiazione degli oggetti spaziali ed alcuni radar. Molto importante è il Complesso Okno, situato a Nurek (Tagikistan). Tale complesso è in grado di tracciare oggetti a 40.000 km dalla Terra.
Inoltre, sono alle dipendenze della 45ª Divisione anche a sistemi mobili terrestri per il comando, il controllo ed il monitoraggio spaziale. Questi sistemi sono dislocati in Russia, Kazakistan.

## GICIU KS
Il centro principale di prova controllo delle installazioni spaziali (GICIU KS) ha sede a Golitsino-2 (Krasnoznamensk), nei pressi di Mosca. In questo centro fa capo la rete in cui sono integrate tutte le reti di controllo e trasmissioni militari.
Da qui è possibile gestire in modo automatico ed integrato tutta la rete satellitare: infatti, il sistema di controllo è universale per tutti i tipi di satellite, e ne possono essere gestiti fino a 200 contemporaneamente. Alle dipendenze di Golitsino-2 vi sono il centro di comando e misurazione a Malojaroslavec, complessi di comunicazione satellitare, complessi di comando e misurazione orbitale e punti di misurazione.
Complessi di comando e misurazione orbitale (OKIK):
- 4 OKIK: Enisejsk
- 6 OKIK: Vulkannyj
- 7 OKIK: Shahs (Barnaul)
- 9 OKIK: Krasnoe Selo
- 12 OKIK: Kolpaševo
- 13 OKIK: Niz (Ulan-Udė)
- 14 OKIK: Schelkovo-7
- 15 OKIK: Galenki (Ussurijsk)
- 17 OKIK: Solnechnyy (Komsomol'sk)
- 18 OKIK: Vorkuta
- OKIK: Armavir

Punti di misurazione (IP):
- IP-1: Pleseck
- IP-2: Pleseck
- IP-3: Nar'jan-Mar
- IP-5: Mirnyj
- IP-8: Noril'sk

## Strutture radar
La principale componente di allerta è costituita dai radar. Nello specifico, i modelli operativi, inquadrati nei vari ORTU ed alle dipendenze della 1ª Divisione, sono:
- Hen House: costruiti in tre versioni (Dnepr, Dnestr e Daugava) ed entrati in servizio tra gli anni settanta e ottanta. Utilizzati per le operazioni di tracciamento, ne sono in servizio otto. Si tratta di radar che servono a monitorare sezioni di spazio molto estese, nell'ordine dei 5.000 km di portata e dei 3.000 in altezza (con differenze tra le varie versioni).
- Pečora: Daryal in russo, ne sono in servizio due. Avrebbero dovuto esserne costruiti sette, complementari rispetto ai Denpr, ma il crollo dell'URSS ha interrotto il programma. Sono radar estremamente sofisticati, con una portata di oltre 6.000 km.
- Volga: in servizio in un esemplare.
- Duga-2: un esemplare, tornato in servizio nel 2002 dopo lunghe riparazioni per i danni provocati da un incendio.
- Voronezh DM: due esemplari, entrati in servizio nel 2006-2007.
- radar Pill Box: Don-2 NP in russo. Estremamente sofisticato, è operativo dal 1989. Si tratta di un radar multifunzione omnidirezionale, avente la forma di una piramide tronca con un lato di base di 100 metri ed un'altezza di 30.

A questi radar, occorre poi aggiungere i Dunai-3U (Cat House) e Dunai-3M (Dog House). Sono alle dipendenze dirette della 9ª Divisione, e servono per tracciare la rotta dei missili ABM.

## Forze navali
Le operazioni spaziali, ai tempi dell'URSS, potevano contare sull'appoggio di una notevole componente navale. Oggi tale flotta risulta in gran parte radiata o comunque non operativa. In particolare, le uniche unità che dovrebbero essere ancora in servizio sono le classe Kosmonavt Pavel Beljaev. Tutte le altre sono state vendute per la demolizione entro il 1997.